# Lista över fornlämningar i Västerviks kommun (Loftahammar)
Lista över fornlämningar i Västerviks kommun (Loftahammar) är en förteckning av ett urval av de fornlämningar som finns i Loftahammar i Västerviks kommun.
| Namn                            | Lämningstyp                      | Tillkomsttid | Historisk indelning  | Plats | Läge                 | ID-nr          | Bild                                 |
| ------------------------------- | -------------------------------- | ------------ | -------------------- | ----- | -------------------- | -------------- | ------------------------------------ |
| Loftahammar 1:1                 | Stensättning                     |              | Loftahammar, Småland |       | 57.869733, 16.611088 | 10083800010001 | Ladda upp en bild av detta fornminne |
| Loftahammar 8:1                 | Stensättning                     |              | Loftahammar, Småland |       | 57.880022, 16.636952 | 10083800080001 | Ladda upp en bild av detta fornminne |
| Loftahammar 10:1                | Stensättning                     |              | Loftahammar, Småland |       | 57.849390, 16.663685 | 10083800100001 | Ladda upp en bild av detta fornminne |
| Loftahammar 11:1                | Stensättning                     |              | Loftahammar, Småland |       | 57.869071, 16.682795 | 10083800110001 | Ladda upp en bild av detta fornminne |
| Loftahammar 12:1                | Stensättning                     |              | Loftahammar, Småland |       | 57.868992, 16.684265 | 10083800120001 | Ladda upp en bild av detta fornminne |
| Loftahammar 12:2                | Stensättning                     |              | Loftahammar, Småland |       | 57.868937, 16.684366 | 10083800120002 | Ladda upp en bild av detta fornminne |
| Loftahammar 12:3                | Stensättning                     |              | Loftahammar, Småland |       | 57.868850, 16.684446 | 10083800120003 | Ladda upp en bild av detta fornminne |
| Loftahammar 14:1                | Röse                             |              | Loftahammar, Småland |       | 57.867828, 16.691380 | 10083800140001 | Ladda upp en bild av detta fornminne |
| Loftahammar 15:1                | Röse                             |              | Loftahammar, Småland |       | 57.882873, 16.699879 | 10083800150001 | Ladda upp en bild av detta fornminne |
| Loftahammar 16:1                | Stensättning                     |              | Loftahammar, Småland |       | 57.886765, 16.699125 | 10083800160001 | Ladda upp en bild av detta fornminne |
| Loftahammar 16:2                | Stensättning                     |              | Loftahammar, Småland |       | 57.886833, 16.699052 | 10083800160002 | Ladda upp en bild av detta fornminne |
| Loftahammar 16:3                | Stensättning                     |              | Loftahammar, Småland |       | 57.886924, 16.698936 | 10083800160003 | Ladda upp en bild av detta fornminne |
| Loftahammar 18:1                | Stensättning                     |              | Loftahammar, Småland |       | 57.859450, 16.694174 | 10083800180001 | Ladda upp en bild av detta fornminne |
| Loftahammar 23:1                | Gravfält                         |              | Loftahammar, Småland |       | 57.913487, 16.661441 | 10083800230001 | Ladda upp en bild av detta fornminne |
| Loftahammar 28:1                | Stensättning                     |              | Loftahammar, Småland |       | 57.861936, 16.787284 | 10083800280001 | Ladda upp en bild av detta fornminne |
| Loftahammar 29:1                | Röse                             |              | Loftahammar, Småland |       | 57.870295, 16.798963 | 10083800290001 | Ladda upp en bild av detta fornminne |
| Loftahammar 29:2                | Stensättning                     |              | Loftahammar, Småland |       | 57.870195, 16.799067 | 10083800290002 | Ladda upp en bild av detta fornminne |
| Loftahammar 29:3                | Stensättning                     |              | Loftahammar, Småland |       | 57.870170, 16.798921 | 10083800290003 | Ladda upp en bild av detta fornminne |
| Loftahammar 31:1                | Röse                             |              | Loftahammar, Småland |       | 57.872815, 16.794965 | 10083800310001 | Ladda upp en bild av detta fornminne |
| Loftahammar 32:1                | Stensättning                     |              | Loftahammar, Småland |       | 57.888120, 16.791393 | 10083800320001 | Ladda upp en bild av detta fornminne |
| Loftahammar 32:2                | Stensättning                     |              | Loftahammar, Småland |       | 57.888014, 16.791456 | 10083800320002 | Ladda upp en bild av detta fornminne |
| Loftahammar 36:1                | Stensättning                     |              | Loftahammar, Småland |       | 57.885763, 16.794534 | 10083800360001 | Ladda upp en bild av detta fornminne |
| Loftahammar 42:1                | Begravningsplats                 |              | Loftahammar, Småland |       | 57.901599, 16.800370 | 10083800420001 | Ladda upp en bild av detta fornminne |
| Loftahammar 50:1                | Gravfält                         |              | Loftahammar, Småland |       | 57.923374, 16.602321 | 10083800500001 | Ladda upp en bild av detta fornminne |
| Loftahammar 52:1                | Gravfält                         |              | Loftahammar, Småland |       | 57.911613, 16.639506 | 10083800520001 | Ladda upp en bild av detta fornminne |
| Loftahammar 53:1                | Gravfält                         |              | Loftahammar, Småland |       | 57.911132, 16.639788 | 10083800530001 | Ladda upp en bild av detta fornminne |
| Loftahammar 54:1                | Grav- och boplatsområde          |              | Loftahammar, Småland |       | 57.910468, 16.638667 | 10083800540001 | Ladda upp en bild av detta fornminne |
| Loftahammar 55:1                | Stensättning                     |              | Loftahammar, Småland |       | 57.911791, 16.636176 | 10083800550001 | Ladda upp en bild av detta fornminne |
| Loftahammar 55:2                | Stensättning                     |              | Loftahammar, Småland |       | 57.911839, 16.636034 | 10083800550002 | Ladda upp en bild av detta fornminne |
| Loftahammar 56:1                | Stensättning                     |              | Loftahammar, Småland |       | 57.911952, 16.635193 | 10083800560001 | Ladda upp en bild av detta fornminne |
| Loftahammar 57:1                | Röse                             |              | Loftahammar, Småland |       | 57.907230, 16.639973 | 10083800570001 | Ladda upp en bild av detta fornminne |
| Loftahammar 57:2                | Röse                             |              | Loftahammar, Småland |       | 57.907227, 16.639828 | 10083800570002 | Ladda upp en bild av detta fornminne |
| Loftahammar 58:1                | Gravfält                         |              | Loftahammar, Småland |       | 57.906091, 16.639326 | 10083800580001 | Ladda upp en bild av detta fornminne |
| Loftahammar 59:1                | Stensättning                     |              | Loftahammar, Småland |       | 57.906468, 16.635999 | 10083800590001 | Ladda upp en bild av detta fornminne |
| Loftahammar 60:1                | Gravfält                         |              | Loftahammar, Småland |       | 57.907079, 16.634648 | 10083800600001 | Ladda upp en bild av detta fornminne |
| Loftahammar 61:1                | Stensättning                     |              | Loftahammar, Småland |       | 57.908007, 16.631738 | 10083800610001 | Ladda upp en bild av detta fornminne |
| Loftahammar 62:1                | Stensättning                     |              | Loftahammar, Småland |       | 57.908047, 16.630295 | 10083800620001 | Ladda upp en bild av detta fornminne |
| Loftahammar 62:2                | Stensättning                     |              | Loftahammar, Småland |       | 57.907848, 16.630260 | 10083800620002 | Ladda upp en bild av detta fornminne |
| Loftahammar 62:3                | Stensättning                     |              | Loftahammar, Småland |       | 57.907665, 16.630487 | 10083800620003 | Ladda upp en bild av detta fornminne |
| Loftahammar 62:4                | Stensättning                     |              | Loftahammar, Småland |       | 57.907615, 16.630366 | 10083800620004 | Ladda upp en bild av detta fornminne |
| Loftahammar 63:1                | Röse                             |              | Loftahammar, Småland |       | 57.906470, 16.629658 | 10083800630001 | Ladda upp en bild av detta fornminne |
| Loftahammar 63:2                | Stensättning                     |              | Loftahammar, Småland |       | 57.906378, 16.629786 | 10083800630002 | Ladda upp en bild av detta fornminne |
| Loftahammar 64:1                | Stensättning                     |              | Loftahammar, Småland |       | 57.906711, 16.627796 | 10083800640001 | Ladda upp en bild av detta fornminne |
| Loftahammar 64:2                | Stensättning                     |              | Loftahammar, Småland |       | 57.906811, 16.627915 | 10083800640002 | Ladda upp en bild av detta fornminne |
| Loftahammar 64:3                | Stensättning                     |              | Loftahammar, Småland |       | 57.907033, 16.627664 | 10083800640003 | Ladda upp en bild av detta fornminne |
| Loftahammar 65:1                | Stensättning                     |              | Loftahammar, Småland |       | 57.906318, 16.627085 | 10083800650001 | Ladda upp en bild av detta fornminne |
| Loftahammar 66:1                | Röse                             |              | Loftahammar, Småland |       | 57.907597, 16.627278 | 10083800660001 | Ladda upp en bild av detta fornminne |
| Loftahammar 66:2                | Röse                             |              | Loftahammar, Småland |       | 57.907737, 16.627201 | 10083800660002 | Ladda upp en bild av detta fornminne |
| Loftahammar 67:1                | Gravfält                         |              | Loftahammar, Småland |       | 57.900626, 16.634855 | 10083800670001 | Ladda upp en bild av detta fornminne |
| Loftahammar 78:1                | Begravningsplats                 |              | Loftahammar, Småland |       | 57.940418, 16.826315 | 10083800780001 | Ladda upp en bild av detta fornminne |
| Loftahammar 79:1                | Gravfält                         |              | Loftahammar, Småland |       | 57.899945, 16.686243 | 10083800790001 | Ladda upp en bild av detta fornminne |
| Loftahammar 81:1                | Stensättning                     |              | Loftahammar, Småland |       | 57.885483, 16.690476 | 10083800810001 | Ladda upp en bild av detta fornminne |
| Loftahammar 82:1                | Stensättning                     |              | Loftahammar, Småland |       | 57.878392, 16.664454 | 10083800820001 | Ladda upp en bild av detta fornminne |
| Loftahammar 83:1                | Stensättning                     |              | Loftahammar, Småland |       | 57.880551, 16.666667 | 10083800830001 | Ladda upp en bild av detta fornminne |
| Loftahammar 84:1                | Röse                             |              | Loftahammar, Småland |       | 57.908073, 16.675398 | 10083800840001 | Ladda upp en bild av detta fornminne |
| Jättealtaret (Loftahammar 87:1) | Hög                              |              | Loftahammar, Småland |       | 57.902366, 16.691989 | 10083800870001 | Ladda upp en bild av detta fornminne |
| Loftahammar 88:1                | Stensättning                     |              | Loftahammar, Småland |       | 57.918494, 16.683070 | 10083800880001 | Ladda upp en bild av detta fornminne |
| Loftahammar 88:2                | Stensättning                     |              | Loftahammar, Småland |       | 57.918403, 16.682941 | 10083800880002 | Ladda upp en bild av detta fornminne |
| Loftahammar 89:1                | Stensättning                     |              | Loftahammar, Småland |       | 57.918719, 16.678562 | 10083800890001 | Ladda upp en bild av detta fornminne |
| Loftahammar 90:1                | Röse                             |              | Loftahammar, Småland |       | 57.920385, 16.675728 | 10083800900001 | Ladda upp en bild av detta fornminne |
| Loftahammar 91:1                | Grav- och boplatsområde          |              | Loftahammar, Småland |       | 57.921265, 16.673454 | 10083800910001 | Ladda upp en bild av detta fornminne |
| Loftahammar 92:1                | Gravfält                         |              | Loftahammar, Småland |       | 57.923411, 16.678483 | 10083800920001 | Ladda upp en bild av detta fornminne |
| Loftahammar 93:1                | Röse                             |              | Loftahammar, Småland |       | 57.925124, 16.676322 | 10083800930001 | Ladda upp en bild av detta fornminne |
| Loftahammar 93:2                | Röse                             |              | Loftahammar, Småland |       | 57.924851, 16.675621 | 10083800930002 | Ladda upp en bild av detta fornminne |
| Loftahammar 93:3                | Stensättning                     |              | Loftahammar, Småland |       | 57.924736, 16.675310 | 10083800930003 | Ladda upp en bild av detta fornminne |
| Loftahammar 93:4                | Stensättning                     |              | Loftahammar, Småland |       | 57.924709, 16.675768 | 10083800930004 | Ladda upp en bild av detta fornminne |
| Loftahammar 94:1                | Röse                             |              | Loftahammar, Småland |       | 57.925503, 16.675017 | 10083800940001 | Ladda upp en bild av detta fornminne |
| Loftahammar 94:2                | Röse                             |              | Loftahammar, Småland |       | 57.925706, 16.674914 | 10083800940002 | Ladda upp en bild av detta fornminne |
| Loftahammar 94:3                | Stensättning                     |              | Loftahammar, Småland |       | 57.925810, 16.674797 | 10083800940003 | Ladda upp en bild av detta fornminne |
| Loftahammar 95:1                | Röse                             |              | Loftahammar, Småland |       | 57.926381, 16.673504 | 10083800950001 | Ladda upp en bild av detta fornminne |
| Loftahammar 95:2                | Röse                             |              | Loftahammar, Småland |       | 57.926485, 16.673471 | 10083800950002 | Ladda upp en bild av detta fornminne |
| Loftahammar 96:1                | Gravfält                         |              | Loftahammar, Småland |       | 57.926522, 16.670578 | 10083800960001 | Ladda upp en bild av detta fornminne |
| Loftahammar 97:1                | Stensättning                     |              | Loftahammar, Småland |       | 57.928360, 16.674529 | 10083800970001 | Ladda upp en bild av detta fornminne |
| Loftahammar 98:1                | Stensättning                     |              | Loftahammar, Småland |       | 57.927502, 16.675840 | 10083800980001 | Ladda upp en bild av detta fornminne |
| Loftahammar 99:1                | Röse                             |              | Loftahammar, Småland |       | 57.925708, 16.668402 | 10083800990001 | Ladda upp en bild av detta fornminne |
| Loftahammar 99:2                | Stensättning                     |              | Loftahammar, Småland |       | 57.925726, 16.668588 | 10083800990002 | Ladda upp en bild av detta fornminne |
| Loftahammar 99:3                | Stensättning                     |              | Loftahammar, Småland |       | 57.925663, 16.668567 | 10083800990003 | Ladda upp en bild av detta fornminne |
| Loftahammar 100:1               | Grav- och boplatsområde          |              | Loftahammar, Småland |       | 57.924932, 16.671114 | 10083801000001 | Ladda upp en bild av detta fornminne |
| Loftahammar 101:1               | Röse                             |              | Loftahammar, Småland |       | 57.923731, 16.668130 | 10083801010001 | Ladda upp en bild av detta fornminne |
| Loftahammar 102:1               | Röse                             |              | Loftahammar, Småland |       | 57.923212, 16.669322 | 10083801020001 | Ladda upp en bild av detta fornminne |
| Loftahammar 102:2               | Röse                             |              | Loftahammar, Småland |       | 57.923217, 16.669528 | 10083801020002 | Ladda upp en bild av detta fornminne |
| Loftahammar 102:3               | Stensättning                     |              | Loftahammar, Småland |       | 57.923096, 16.669497 | 10083801020003 | Ladda upp en bild av detta fornminne |
| Loftahammar 103:1               | Röse                             |              | Loftahammar, Småland |       | 57.922184, 16.671337 | 10083801030001 | Ladda upp en bild av detta fornminne |
| Loftahammar 103:2               | Röse                             |              | Loftahammar, Småland |       | 57.922336, 16.671004 | 10083801030002 | Ladda upp en bild av detta fornminne |
| Loftahammar 103:3               | Röse                             |              | Loftahammar, Småland |       | 57.922528, 16.670598 | 10083801030003 | Ladda upp en bild av detta fornminne |
| Loftahammar 105:1               | Gravfält                         |              | Loftahammar, Småland |       | 57.864598, 16.767485 | 10083801050001 | Ladda upp en bild av detta fornminne |
| Loftahammar 109:1               | Röse                             |              | Loftahammar, Småland |       | 57.861583, 16.774247 | 10083801090001 | Ladda upp en bild av detta fornminne |
| Loftahammar 111:1               | Stensättning                     |              | Loftahammar, Småland |       | 57.864400, 16.760837 | 10083801110001 | Ladda upp en bild av detta fornminne |
| Loftahammar 112:1               | Stensättning                     |              | Loftahammar, Småland |       | 57.870847, 16.782704 | 10083801120001 | Ladda upp en bild av detta fornminne |
| Loftahammar 114:1               | Röse                             |              | Loftahammar, Småland |       | 57.868697, 16.786950 | 10083801140001 | Ladda upp en bild av detta fornminne |
| Loftahammar 115:1               | Stensättning                     |              | Loftahammar, Småland |       | 57.871499, 16.789877 | 10083801150001 | Ladda upp en bild av detta fornminne |
| Loftahammar 116:1               | Stensättning                     |              | Loftahammar, Småland |       | 57.871073, 16.788912 | 10083801160001 | Ladda upp en bild av detta fornminne |
| Loftahammar 117:1               | Stensättning                     |              | Loftahammar, Småland |       | 57.880476, 16.787383 | 10083801170001 | Ladda upp en bild av detta fornminne |
| Loftahammar 119:1               | Röse                             |              | Loftahammar, Småland |       | 57.902659, 16.702303 | 10083801190001 | Ladda upp en bild av detta fornminne |
| Loftahammar 120:1               | Röse                             |              | Loftahammar, Småland |       | 57.907231, 16.701125 | 10083801200001 | Ladda upp en bild av detta fornminne |
| Loftahammar 121:1               | Stensättning                     |              | Loftahammar, Småland |       | 57.879419, 16.738642 | 10083801210001 | Ladda upp en bild av detta fornminne |
| Loftahammar 122:1               | Stensättning                     |              | Loftahammar, Småland |       | 57.883456, 16.785999 | 10083801220001 | Ladda upp en bild av detta fornminne |
| Loftahammar 127:1               | Stensättning                     |              | Loftahammar, Småland |       | 57.915143, 16.764125 | 10083801270001 | Ladda upp en bild av detta fornminne |
| Loftahammar 127:2               | Stensättning                     |              | Loftahammar, Småland |       | 57.915083, 16.764238 | 10083801270002 | Ladda upp en bild av detta fornminne |
| Loftahammar 127:3               | Stensättning                     |              | Loftahammar, Småland |       | 57.915170, 16.764318 | 10083801270003 | Ladda upp en bild av detta fornminne |
| Loftahammar 128:1               | Stensättning                     |              | Loftahammar, Småland |       | 57.916679, 16.761726 | 10083801280001 | Ladda upp en bild av detta fornminne |
| Loftahammar 129:1               | Gravfält                         |              | Loftahammar, Småland |       | 57.932438, 16.755271 | 10083801290001 | Ladda upp en bild av detta fornminne |
| Loftahammar 130:1               | Stensättning                     |              | Loftahammar, Småland |       | 57.924852, 16.734254 | 10083801300001 | Ladda upp en bild av detta fornminne |
| Loftahammar 131:1               | Röse                             |              | Loftahammar, Småland |       | 57.925282, 16.733386 | 10083801310001 | Ladda upp en bild av detta fornminne |
| Loftahammar 131:2               | Stensättning                     |              | Loftahammar, Småland |       | 57.925159, 16.733314 | 10083801310002 | Ladda upp en bild av detta fornminne |
| Loftahammar 132:1               | Stensättning                     |              | Loftahammar, Småland |       | 57.926439, 16.730528 | 10083801320001 | Ladda upp en bild av detta fornminne |
| Loftahammar 133:1               | Röse                             |              | Loftahammar, Småland |       | 57.927496, 16.729569 | 10083801330001 | Ladda upp en bild av detta fornminne |
| Loftahammar 133:2               | Stensättning                     |              | Loftahammar, Småland |       | 57.927450, 16.729787 | 10083801330002 | Ladda upp en bild av detta fornminne |
| Loftahammar 134:1               | Gravfält                         |              | Loftahammar, Småland |       | 57.927904, 16.730812 | 10083801340001 | Ladda upp en bild av detta fornminne |
| Loftahammar 135:1               | Röse                             |              | Loftahammar, Småland |       | 57.923388, 16.737931 | 10083801350001 | Ladda upp en bild av detta fornminne |
| Loftahammar 136:1               | Stensättning                     |              | Loftahammar, Småland |       | 57.922039, 16.744831 | 10083801360001 | Ladda upp en bild av detta fornminne |
| Loftahammar 136:2               | Stensättning                     |              | Loftahammar, Småland |       | 57.922076, 16.744933 | 10083801360002 | Ladda upp en bild av detta fornminne |
| Loftahammar 137:1               | Stensättning                     |              | Loftahammar, Småland |       | 57.922083, 16.743996 | 10083801370001 | Ladda upp en bild av detta fornminne |
| Loftahammar 137:2               | Stensättning                     |              | Loftahammar, Småland |       | 57.922041, 16.744093 | 10083801370002 | Ladda upp en bild av detta fornminne |
| Loftahammar 137:3               | Stensättning                     |              | Loftahammar, Småland |       | 57.922128, 16.744186 | 10083801370003 | Ladda upp en bild av detta fornminne |
| Loftahammar 138:1               | Gravfält                         |              | Loftahammar, Småland |       | 57.922347, 16.743138 | 10083801380001 | Ladda upp en bild av detta fornminne |
| Loftahammar 141:1               | Stensättning                     |              | Loftahammar, Småland |       | 57.922581, 16.735778 | 10083801410001 | Ladda upp en bild av detta fornminne |
| Loftahammar 141:2               | Stensättning                     |              | Loftahammar, Småland |       | 57.922440, 16.735629 | 10083801410002 | Ladda upp en bild av detta fornminne |
| Loftahammar 143:1               | Stensättning                     |              | Loftahammar, Småland |       | 57.920351, 16.736126 | 10083801430001 | Ladda upp en bild av detta fornminne |
| Loftahammar 146:1               | Röse                             |              | Loftahammar, Småland |       | 57.942063, 16.697962 | 10083801460001 | Ladda upp en bild av detta fornminne |
| Loftahammar 150:1               | Röse                             |              | Loftahammar, Småland |       | 57.922488, 16.711086 | 10083801500001 | Ladda upp en bild av detta fornminne |
| Loftahammar 151:1               | Stensättning                     |              | Loftahammar, Småland |       | 57.921473, 16.711456 | 10083801510001 | Ladda upp en bild av detta fornminne |
| Loftahammar 151:2               | Stensättning                     |              | Loftahammar, Småland |       | 57.921179, 16.711693 | 10083801510002 | Ladda upp en bild av detta fornminne |
| Loftahammar 152:1               | Stensättning                     |              | Loftahammar, Småland |       | 57.920069, 16.713991 | 10083801520001 | Ladda upp en bild av detta fornminne |
| Loftahammar 154:1               | Röse                             |              | Loftahammar, Småland |       | 57.915189, 16.714501 | 10083801540001 | Ladda upp en bild av detta fornminne |
| Loftahammar 155:1               | Röse                             |              | Loftahammar, Småland |       | 57.908693, 16.700685 | 10083801550001 | Ladda upp en bild av detta fornminne |
| Loftahammar 156:1               | Gravfält                         |              | Loftahammar, Småland |       | 57.920906, 16.698262 | 10083801560001 | Ladda upp en bild av detta fornminne |
| Loftahammar 157:1               | Stensättning                     |              | Loftahammar, Småland |       | 57.920413, 16.697616 | 10083801570001 | Ladda upp en bild av detta fornminne |
| Loftahammar 159:1               | Stensättning                     |              | Loftahammar, Småland |       | 57.920195, 16.684079 | 10083801590001 | Ladda upp en bild av detta fornminne |
| Loftahammar 159:2               | Stensättning                     |              | Loftahammar, Småland |       | 57.920276, 16.684040 | 10083801590002 | Ladda upp en bild av detta fornminne |
| Loftahammar 160:1               | Stensättning                     |              | Loftahammar, Småland |       | 57.926347, 16.692402 | 10083801600001 | Ladda upp en bild av detta fornminne |
| Loftahammar 161:1               | Röse                             |              | Loftahammar, Småland |       | 57.929080, 16.698319 | 10083801610001 | Ladda upp en bild av detta fornminne |
| Loftahammar 162:1               | Stensättning                     |              | Loftahammar, Småland |       | 57.934292, 16.691362 | 10083801620001 | Ladda upp en bild av detta fornminne |
| Loftahammar 164:1               | Stensättning                     |              | Loftahammar, Småland |       | 57.937411, 16.672969 | 10083801640001 | Ladda upp en bild av detta fornminne |
| Loftahammar 164:2               | Röse                             |              | Loftahammar, Småland |       | 57.937309, 16.673049 | 10083801640002 | Ladda upp en bild av detta fornminne |
| Loftahammar 164:3               | Stensättning                     |              | Loftahammar, Småland |       | 57.937200, 16.673173 | 10083801640003 | Ladda upp en bild av detta fornminne |
| Loftahammar 167:1               | Röse                             |              | Loftahammar, Småland |       | 57.800979, 16.656248 | 10083801670001 | Ladda upp en bild av detta fornminne |
| Loftahammar 168:1               | Stensättning                     |              | Loftahammar, Småland |       | 57.802349, 16.654905 | 10083801680001 | Ladda upp en bild av detta fornminne |
| Loftahammar 168:2               | Stensättning                     |              | Loftahammar, Småland |       | 57.802277, 16.654980 | 10083801680002 | Ladda upp en bild av detta fornminne |
| Loftahammar 168:3               | Stensättning                     |              | Loftahammar, Småland |       | 57.802197, 16.655089 | 10083801680003 | Ladda upp en bild av detta fornminne |
| Loftahammar 169:1               | Röse                             |              | Loftahammar, Småland |       | 57.805758, 16.658463 | 10083801690001 | Ladda upp en bild av detta fornminne |
| Loftahammar 170:1               | Röse                             |              | Loftahammar, Småland |       | 57.802510, 16.669119 | 10083801700001 | Ladda upp en bild av detta fornminne |
| Loftahammar 171:1               | Röse                             |              | Loftahammar, Småland |       | 57.801251, 16.669567 | 10083801710001 | Ladda upp en bild av detta fornminne |
| Loftahammar 172:1               | Stensättning                     |              | Loftahammar, Småland |       | 57.804056, 16.670500 | 10083801720001 | Ladda upp en bild av detta fornminne |
| Loftahammar 172:2               | Stensättning                     |              | Loftahammar, Småland |       | 57.804108, 16.670310 | 10083801720002 | Ladda upp en bild av detta fornminne |
| Loftahammar 172:3               | Stensättning                     |              | Loftahammar, Småland |       | 57.804162, 16.670151 | 10083801720003 | Ladda upp en bild av detta fornminne |
| Loftahammar 173:1               | Röse                             |              | Loftahammar, Småland |       | 57.807128, 16.667807 | 10083801730001 | Ladda upp en bild av detta fornminne |
| Loftahammar 174:1               | Röse                             |              | Loftahammar, Småland |       | 57.806441, 16.668332 | 10083801740001 | Ladda upp en bild av detta fornminne |
| Loftahammar 175:1               | Röse                             |              | Loftahammar, Småland |       | 57.808496, 16.663703 | 10083801750001 | Ladda upp en bild av detta fornminne |
| Loftahammar 175:2               | Stensättning                     |              | Loftahammar, Småland |       | 57.808591, 16.663400 | 10083801750002 | Ladda upp en bild av detta fornminne |
| Loftahammar 176:1               | Röse                             |              | Loftahammar, Småland |       | 57.807794, 16.665205 | 10083801760001 | Ladda upp en bild av detta fornminne |
| Loftahammar 176:2               | Stensättning                     |              | Loftahammar, Småland |       | 57.807893, 16.665114 | 10083801760002 | Ladda upp en bild av detta fornminne |
| Loftahammar 176:3               | Stensättning                     |              | Loftahammar, Småland |       | 57.807708, 16.665230 | 10083801760003 | Ladda upp en bild av detta fornminne |
| Loftahammar 176:4               | Stensättning                     |              | Loftahammar, Småland |       | 57.807513, 16.665541 | 10083801760004 | Ladda upp en bild av detta fornminne |
| Loftahammar 177:1               | Röse                             |              | Loftahammar, Småland |       | 57.808149, 16.666459 | 10083801770001 | Ladda upp en bild av detta fornminne |
| Loftahammar 177:2               | Stensättning                     |              | Loftahammar, Småland |       | 57.808386, 16.666321 | 10083801770002 | Ladda upp en bild av detta fornminne |
| Loftahammar 180:1               | Stensättning                     |              | Loftahammar, Småland |       | 57.926843, 16.664459 | 10083801800001 | Ladda upp en bild av detta fornminne |
| Loftahammar 204:1               | Stensättning                     |              | Loftahammar, Småland |       | 57.829880, 16.675403 | 10083802040001 | Ladda upp en bild av detta fornminne |
| Loftahammar 233:2               | Husgrund, förhistorisk/medeltida |              | Loftahammar, Småland |       | 57.911334, 16.637517 | 10083802330002 | Ladda upp en bild av detta fornminne |
| Loftahammar 241:2               | Stensättning                     |              | Loftahammar, Småland |       | 57.910544, 16.636819 | 10083802410002 | Ladda upp en bild av detta fornminne |
| Loftahammar 258:1               | Stensättning                     |              | Loftahammar, Småland |       | 57.923459, 16.666950 | 10083802580001 | Ladda upp en bild av detta fornminne |
| Loftahammar 258:2               | Stensättning                     |              | Loftahammar, Småland |       | 57.923390, 16.667060 | 10083802580002 | Ladda upp en bild av detta fornminne |
| Loftahammar 270:1               | Stensättning                     |              | Loftahammar, Småland |       | 57.924512, 16.669072 | 10083802700001 | Ladda upp en bild av detta fornminne |
| Loftahammar 279:1               | Stensättning                     |              | Loftahammar, Småland |       | 57.887857, 16.792874 | 10083802790001 | Ladda upp en bild av detta fornminne |
| Loftahammar 282:1               | Stensättning                     |              | Loftahammar, Småland |       | 57.885169, 16.690677 | 10083802820001 | Ladda upp en bild av detta fornminne |
| Loftahammar 297:1               | Gravfält                         |              | Loftahammar, Småland |       | 57.920756, 16.733674 | 10083802970001 | Ladda upp en bild av detta fornminne |
| Loftahammar 315:1               | Stensättning                     |              | Loftahammar, Småland |       | 57.869893, 16.787992 | 10083803150001 | Ladda upp en bild av detta fornminne |
| Loftahammar 344:1               | Stensättning                     |              | Loftahammar, Småland |       | 57.897844, 16.783342 | 10083803440001 | Ladda upp en bild av detta fornminne |
| Loftahammar 345:1               | Stensättning                     |              | Loftahammar, Småland |       | 57.897514, 16.786117 | 10083803450001 | Ladda upp en bild av detta fornminne |
| Loftahammar 350:1               | Stensättning                     |              | Loftahammar, Småland |       | 57.900353, 16.784440 | 10083803500001 | Ladda upp en bild av detta fornminne |
| Loftahammar 354:1               | Stensättning                     |              | Loftahammar, Småland |       | 57.939583, 16.764491 | 10083803540001 | Ladda upp en bild av detta fornminne |
| Loftahammar 361:1               | Röse                             |              | Loftahammar, Småland |       | 57.985157, 16.679691 | 10083803610001 | Ladda upp en bild av detta fornminne |
| Loftahammar 362:1               | Stensättning                     |              | Loftahammar, Småland |       | 57.974210, 16.698402 | 10083803620001 | Ladda upp en bild av detta fornminne |
| Loftahammar 363:1               | Gravfält                         |              | Loftahammar, Småland |       | 57.962630, 16.699864 | 10083803630001 | Ladda upp en bild av detta fornminne |
| Loftahammar 364:1               | Stensättning                     |              | Loftahammar, Småland |       | 57.957699, 16.698985 | 10083803640001 | Ladda upp en bild av detta fornminne |
| Loftahammar 365:1               | Röse                             |              | Loftahammar, Småland |       | 57.956665, 16.697948 | 10083803650001 | Ladda upp en bild av detta fornminne |
| Loftahammar 365:2               | Stensättning                     |              | Loftahammar, Småland |       | 57.956618, 16.698110 | 10083803650002 | Ladda upp en bild av detta fornminne |
| Loftahammar 366:1               | Stensättning                     |              | Loftahammar, Småland |       | 57.952805, 16.700507 | 10083803660001 | Ladda upp en bild av detta fornminne |
| Loftahammar 367:1               | Röse                             |              | Loftahammar, Småland |       | 57.953191, 16.699859 | 10083803670001 | Ladda upp en bild av detta fornminne |
| Loftahammar 369:1               | Röse                             |              | Loftahammar, Småland |       | 57.951171, 16.695993 | 10083803690001 | Ladda upp en bild av detta fornminne |
| Loftahammar 370:1               | Stensättning                     |              | Loftahammar, Småland |       | 57.985643, 16.704018 | 10083803700001 | Ladda upp en bild av detta fornminne |
| Loftahammar 370:2               | Stensättning                     |              | Loftahammar, Småland |       | 57.985908, 16.704476 | 10083803700002 | Ladda upp en bild av detta fornminne |
| Loftahammar 371:1               | Stensättning                     |              | Loftahammar, Småland |       | 57.986783, 16.702128 | 10083803710001 | Ladda upp en bild av detta fornminne |
| Loftahammar 372:1               | Stensättning                     |              | Loftahammar, Småland |       | 57.985886, 16.702410 | 10083803720001 | Ladda upp en bild av detta fornminne |
| Loftahammar 372:2               | Stensättning                     |              | Loftahammar, Småland |       | 57.986114, 16.702459 | 10083803720002 | Ladda upp en bild av detta fornminne |
| Loftahammar 373:1               | Röse                             |              | Loftahammar, Småland |       | 57.980781, 16.705622 | 10083803730001 | Ladda upp en bild av detta fornminne |
| Loftahammar 374:1               | Röse                             |              | Loftahammar, Småland |       | 57.980154, 16.705596 | 10083803740001 | Ladda upp en bild av detta fornminne |
| Loftahammar 375:1               | Stensättning                     |              | Loftahammar, Småland |       | 57.980400, 16.704707 | 10083803750001 | Ladda upp en bild av detta fornminne |
| Loftahammar 376:1               | Röse                             |              | Loftahammar, Småland |       | 57.982885, 16.701559 | 10083803760001 | Ladda upp en bild av detta fornminne |
| Loftahammar 377:1               | Stensättning                     |              | Loftahammar, Småland |       | 57.985665, 16.710484 | 10083803770001 | Ladda upp en bild av detta fornminne |
| Loftahammar 380:1               | Stensättning                     |              | Loftahammar, Småland |       | 57.987507, 16.710749 | 10083803800001 | Ladda upp en bild av detta fornminne |
| Loftahammar 382:1               | Stensättning                     |              | Loftahammar, Småland |       | 57.948989, 16.712952 | 10083803820001 | Ladda upp en bild av detta fornminne |
| Loftahammar 383:1               | Stensättning                     |              | Loftahammar, Småland |       | 57.947727, 16.715686 | 10083803830001 | Ladda upp en bild av detta fornminne |
| Loftahammar 385:1               | Stensättning                     |              | Loftahammar, Småland |       | 57.964274, 16.720875 | 10083803850001 | Ladda upp en bild av detta fornminne |
| Loftahammar 387:1               | Stensättning                     |              | Loftahammar, Småland |       | 57.992032, 16.684649 | 10083803870001 | Ladda upp en bild av detta fornminne |
| Loftahammar 388:1               | Stensättning                     |              | Loftahammar, Småland |       | 57.995592, 16.811650 | 10083803880001 | Ladda upp en bild av detta fornminne |
| Loftahammar 402:1               | Stensättning                     |              | Loftahammar, Småland |       | 57.988421, 16.793724 | 10083804020001 | Ladda upp en bild av detta fornminne |
| Loftahammar 402:2               | Stensättning                     |              | Loftahammar, Småland |       | 57.988288, 16.792953 | 10083804020002 | Ladda upp en bild av detta fornminne |
| Loftahammar 412:1               | Röse                             |              | Loftahammar, Småland |       | 57.740019, 16.703538 | 10083804120001 | Ladda upp en bild av detta fornminne |
| Loftahammar 412:2               | Stensättning                     |              | Loftahammar, Småland |       | 57.739905, 16.703273 | 10083804120002 | Ladda upp en bild av detta fornminne |
| Loftahammar 412:3               | Röse                             |              | Loftahammar, Småland |       | 57.739771, 16.703309 | 10083804120003 | Ladda upp en bild av detta fornminne |
| Loftahammar 413:1               | Stensättning                     |              | Loftahammar, Småland |       | 57.760641, 16.699840 | 10083804130001 | Ladda upp en bild av detta fornminne |
| Loftahammar 413:2               | Stensättning                     |              | Loftahammar, Småland |       | 57.760705, 16.699642 | 10083804130002 | Ladda upp en bild av detta fornminne |
| Loftahammar 414:1               | Röse                             |              | Loftahammar, Småland |       | 57.760631, 16.703808 | 10083804140001 | Ladda upp en bild av detta fornminne |
| Loftahammar 469                 | Hällristning                     |              | Loftahammar, Småland |       | 57.927538, 16.671065 | 12000000122907 | Ladda upp en bild av detta fornminne |
| Loftahammar 470                 | Hällristning                     |              | Loftahammar, Småland |       | 57.925990, 16.670019 | 12000000122909 | Ladda upp en bild av detta fornminne |
| Loftahammar 471                 | Hällristning                     |              | Loftahammar, Småland |       | 57.925464, 16.668763 | 12000000122911 | Ladda upp en bild av detta fornminne |
| Loftahammar 472                 | Hällristning                     |              | Loftahammar, Småland |       | 57.925467, 16.668620 | 12000000122913 | Ladda upp en bild av detta fornminne |
| Loftahammar 473                 | Hällristning                     |              | Loftahammar, Småland |       | 57.918863, 16.681444 | 12000000122915 | Ladda upp en bild av detta fornminne |
| Loftahammar 474                 | Hällristning                     |              | Loftahammar, Småland |       | 57.919860, 16.681445 | 12000000122917 | Ladda upp en bild av detta fornminne |